# Osman Duraliev
Osman Duraliev, född 15 januari 1939 i Razgrad, Kungariket Bulgarien, död 25 april 2011, var en bulgarisk brottare som tog OS-silver i supertungviktsbrottning i fristilsklassen 1968 i Mexiko City och därefter OS-silver i supertungviktsklassen 1972 i München.